# Timia nigriceps
Timia nigriceps är en tvåvingeart som först beskrevs av Friedrich Georg Hendel 1908.  Timia nigriceps ingår i släktet Timia och familjen fläckflugor.
Artens utbredningsområde är Turkmenistan. Inga underarter finns listade i Catalogue of Life.